# 短翼珍珠贝
，是莺蛤目莺蛤科莺蛤属的一种。主要分布于南海、韩国、中国大陆、台湾，出现于浅海珊瑚礁、岩石底、潮间带至潮下带、水深21－62米处，生活在暖海有岩石、珊瑚的地方，附着在柳珊瑚上，不多见。